# Séminaire de La Castille
Le séminaire diocésain de l'Immaculée Conception, ou séminaire de La Castille, est une maison de formation de prêtres diocésains pour le diocèse de Fréjus-Toulon. Il est rouvert en 1983 par Joseph Madec, alors évêque de Fréjus-Toulon, sous la forme d'une année de propédeutique.
Depuis sa réouverture jusqu'à 2016, près de 160 prêtres sont formés dans ses murs, avec une moyenne de 3 ordinations par an. 

## Histoire
En 1829, la famille Aubert acquit le domaine de La Castille et lui donne une orientation purement viticole. À la suite du décès de leur fils à l'âge de 28 ans, qui devait être héritier du château de La Castille, la famille Aubert a fait don du château de La Castille à Félix Guillibert, alors évêque de Fréjus-Toulon, pour en faire un couvent ou un séminaire.
Le séminaire ouvre ses portes à partir du 16 octobre 1922 pour accueillir les séminaristes. Il sera fermé en 1959 à cause de la baisse des vocations dans le Var. Les futurs prêtres iront se former dans le séminaire inter-diocésain d'Avignon.
En 1983, Joseph Madec est nommé évêque de Fréjus-Toulon. À la surprise générale, Joseph Madec rouvre le séminaire, sous la forme d'une année propédeutique, puis successivement les autres années. « Je crois, disait-il, en l'avenir des vocations sacerdotales et religieuses, parce que je crois en l'Église et au Seigneur de l'Église. »
Devenu évêque de Fréjus-Toulon en 2000,  Dominique Rey prolonge et amplifie l’œuvre entreprise par son prédécesseur. Afin de redynamiser la vie du diocèse, il a accueilli une cinquantaine de communautés nouvelles, fondé une dizaine de congrégations ou fraternités dont la société des Missionnaires de la Miséricorde Divine. Il ouvre largement le séminaire de La Castille aux candidats de ces communautés nouvelles.
En 2020-2021, outre les ordinations célébrées en divers lieux du diocèse, 6 prêtres ont été ordonnés à La Castille. En 2021-2022, 52 séminaristes et 9 propédeutes sont en formation.
En mai 2022, à la suite d'une « visite fraternelle » par Jean-Marc Aveline, archevêque de Marseille, dont dépend Fréjus-Toulon, le Vatican décide de suspendre l’ordination de 4 prêtres dans le diocèse de Fréjus-Toulon. Le fonctionnement du séminaire de La Castille interroge le Saint-Siège. Selon Famille chrétienne, Jean-Marc Aveline aurait « relevé plusieurs points posant question dans la formation et le discernement des candidats du séminaire de la Castille ». Parmi ces 4 ordinands, un seul a suivi le séminaire de la Castille après avoir commencé sa formation dans un séminaire du Paraguay fermé sur décision de Rome. La suspension des ordinations est prolongée pour l’année 2023.
Nommé évêque coadjuteur du diocèse le 21 novembre 2023, François Touvet annonce le 10 décembre la levée de la suspension des ordinations. Un certain nombre de séminaristes sont ordonnés le 21 janvier, puis après Pâques et fin juin 2024.

## Les supérieurs du Séminaire de La Castille
Liste donnée par le site du séminaire :

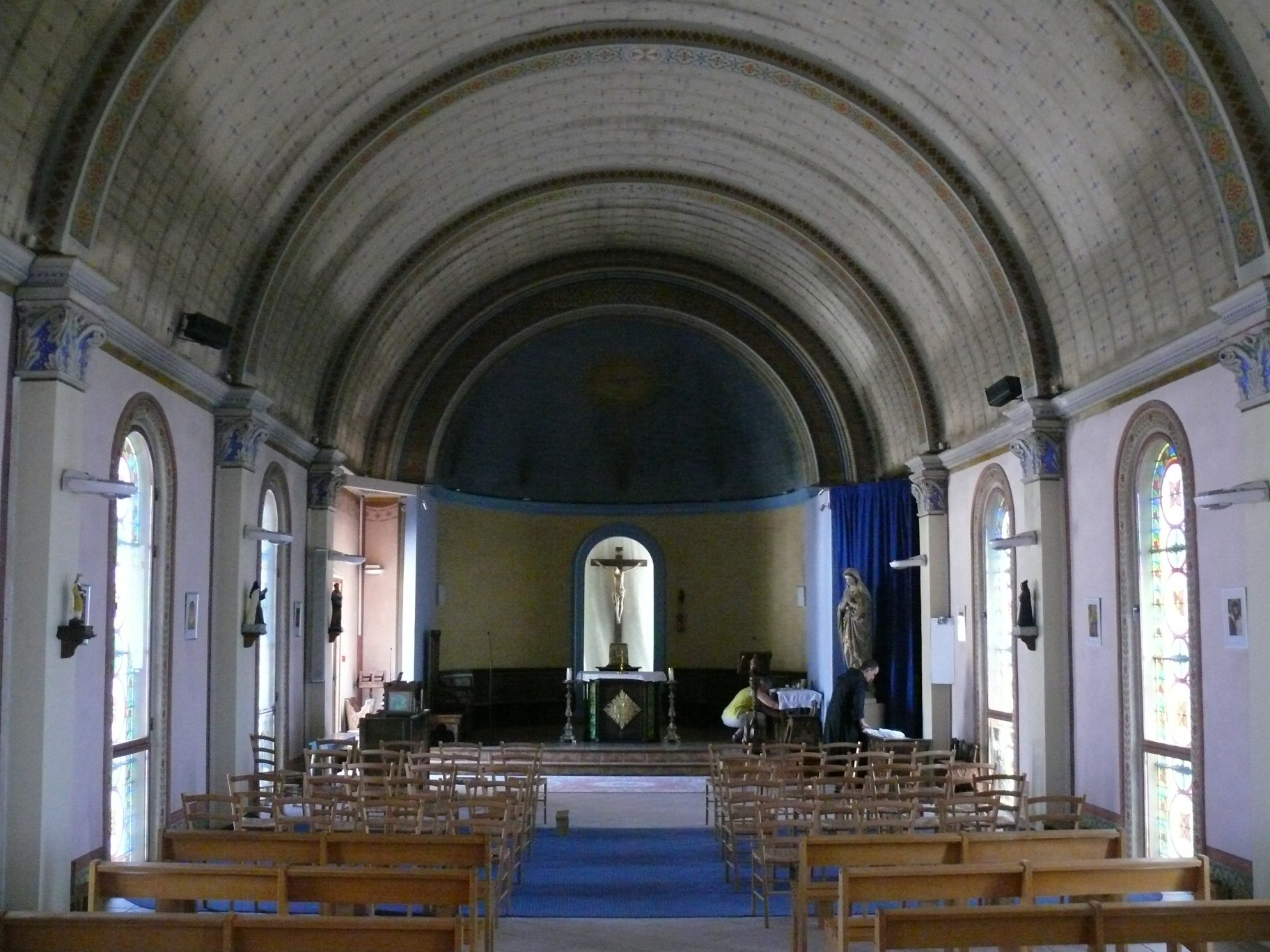
Chapelle du séminaire de La Castille

- François Bouttin (1983-1994)
- Philippe le Pivain (1994-2002)
- Arnaud Adrien (2002-2013)
- Jean-Noël Dol (2013-2020)
- Jean-Yves Molinas (2020-2021)
- Benoît Moradei (2021-)